# جائزة فولكرسن
جائزة فولكرسن هي جائزة تمنحها جمعية تحسين الرياضيات بالاشتراك مع جمعية الرياضيات الأمريكية للأبحاث المتميزة في مجال الرياضيات المتقطعة.
أنشئت جائزة فولكرسن عام 1979 على يد أصدقاء عالم الرياضيات الأمريكي الراحل ديلبرت راي فولكرسن، والذي سُمّيت الدائزة على اسمه تكريماً له، ولتشجيع التميز الرياضي في مجالات البحث التي تخصص فيها فولكرسن. تقدّم جائزة فولكرسن كلّ ثلاث سنوات ما يقرب من ثلاث جوائز قيمة كل منها 1500 دولاراً أمريكيّاً يتسلمها الفائز خلال ندوة دولية تُقام كلّ كل ثلاث سنوات، ويموّلها صندوق تذكاري تُديره جمعية الرياضيات الأمريكية.

## الحاصلون على الجائزة
1979
| اسم الفائز بالجائزة       | سبب الفوز بالجائزة                                               |
| ------------------------- | ---------------------------------------------------------------- |
| ريتشارد م. كارب           | لتصنيفه لعدد من المسائل كثيرة الحدود غير القطعية الكاملة المهمة. |
| كينيث أبل، وفولفغانغ هاكن | لإسهاماتهما في نظرية الألوان الأربعة.                            |
| بول سيمور                 | لتعميمه نظرية الحد الأقصى للتدفق الصغرى للماترويد.               |

1982
| اسم الفائز بالجائزة                                                                       | سبب الفوز بالجائزة |
| ----------------------------------------------------------------------------------------- | --- |
| ب. جودين، وأركادي نيميروفسكي، وليونيد خاشيان، ومارتن غروتشل، ولازلو لوفاش، وألكسندر شريفر | لإيجادهم الطريقة الإهليلجية في البرمجة الخطية والتحسين التوافقي.                                                                                      |
| ج. ب. إيغوريشيف، ود. إ. فوليكمان                                                          | لإثباتهما تخمين فان دير فايردن الذي يقول بأن المصفوفة التي تكون فيها جميع الإدخالات متساوية يكون لديها أصغر مصفوفة ثابتة من أي مصفوفة عشوائية مزدوجة. |

1985
| اسم الفائز بالجائزة | سبب الفوز بالجائزة                                                                                               |
| ------------------- | --- |
| جوزيف بيك           | لوضه حدوداً صارمة للتناقض في التدرجات الحسابية.                                                                   |
| هـ. و. لنسترا الابن | لاستخدامه هندسة الأرقام في حل برامج الأعداد الصحيحة ذات المتغيرات القليلة في كثيرة الحدود الزمنية في عدد القيود. |
| يوجين م. لوكس       | لابتكاره خوارزمية تماثل الشكل الزمني للرسم البياني متعدد الحدود للرسوم البيانية ذات الدرجة القصوى المحدودة.      |

1988
| اسم الفائز بالجائزة | سبب الفوز بالجائزة                               |
| ------------------- | ------------------------------------------------ |
| إيفا تاردوس         | لإيجاد تداول بأقل تكلفة في وقت كثير الحدود بقوة. |
| ناريندرا كرماركار   | لابتكار خوارزمية كارماركار للبرمجة الخطية.       |

1991
| اسم الفائز بالجائزة                            | سبب الفوز بالجائزة                                                                               |
| ---------------------------------------------- | ------------------------------------------------------------------------------------------------ |
| مارتن إ. داير، وآلان إم فريز، ورافيندران كانان | لإيجادهم خوارزميات تقريب عشوائية تعتمد على حجم الأجسام المحدبة.                                  |
| ألفريد ليمان                                   | لإيجاده نظائر مصفوفة 0،1 لنظرية الرسوم البيانية المثالية.                                        |
| نيكولاي إ. منيف                                | لإيجاده نظرية منيف العامة، والتي تفيد بأن كل مجموعة شبه جبرية تعادل مساحة إدراك ماترويد الموجهة. |

1994
| اسم الفائز بالجائزة                   | سبب الفوز بالجائزة                                                                                    |
| ------------------------------------- | --- |
| لويس بليرا                            | لإيجاده قواعد مسافات دالة متعددة الحدود في مثلثات الفراغ.                                             |
| جيل كالاي                             | لإحرازه تقدم في تخمين هيرش من خلال إثبات وجود حدود أسية لقطر متعددة سطوح نونية في فراغ متعدد الأبعاد. |
| نيل روبرتسون، وبول سيمور، وروبن توماس | لاكتشافهم حالة تخمين هادويجر المكونة من ستة ألوان.                                                    |

1997
| اسم الفائز بالجائزة | سبب الفوز بالجائزة                                |
| ------------------- | ------------------------------------------------- |
| جيونغ هان كيم       | لإيجاده معدل النمو المقارب لأرقام رامسي R(3 ، t). |

2000
| اسم الفائز بالجائزة                            | سبب الفوز بالجائزة                                               |
| ---------------------------------------------- | ---------------------------------------------------------------- |
| مايكل جويمانز، وديفيد ب. ويليامسون             | لتطويرهمها خوارزميات التقريب التي تعتمد على البرمجة شبه المحددة. |
| ميشيل كونفورتي، وغيرارد كورنويجورز، وم. ر. راو | لإيجادهم مصفوفات 0-1 متوازنة في زمن متعدد الحدود.                |

2003
| اسم الفائز بالجائزة                         | سبب الفوز بالجائزة |
| ------------------------------------------- | --- |
| ج. ف. غيلن، وأ. هـ. غيراردز، وأ. كابور      | لاكتشافهم المجالات المنتهية الخاصة بتخمين روتا.                                                                                       |
| ساتورو إيواتا، وليزا فليشر، وساتورو فويجيشي | لإظهارهم التصغير شبه المعياري ليكون متعدد الحدود بقوة.                                                                                |
| برتراند جوينين                              | للحصول على توصيف ثانوي ممنوع للرسوم البيانية ثنائية الأجزاء الضعيفة (الرسوم البيانية التي يكون مخطط بياني فرعي ثنائي الأجزاء هو 0-1). |

2006
| اسم الفائز بالجائزة                            | سبب الفوز بالجائزة                                                                 |
| ---------------------------------------------- | ---------------------------------------------------------------------------------- |
| مانيندرا أغراوال، ونيراج كايال، ونيتين زاكسينا | لاختبار البدائية AKS.                                                              |
| مارك جيروم، وأليستير سنكلير، وإريك فيجودا      | لتطويرهم التقريب الدائم.                                                           |
| نيل روبرتسون، وبول سيمور                       | عن اثبات نظرية روبرتسون سيمور التي تفيد بأن قاصرات الرسم البياني تشكل ترتيبًا جيدًا. |

2009
| اسم الفائز بالجائزة                                     | سبب الفوز بالجائزة                                        |
| ------------------------------------------------------- | --------------------------------------------------------- |
| ماريا شودنوفسكي، ونيل روبرتسون، وبول سيمور، وروبن توماس | لتطويرهم نظرية الرسم البياني المثالي القوي.               |
| دانييل أ. سبيلمان، وشانغ هوا تنغ                        | لتحليل سلس لخوارزميات البرمجة الخطية.                     |
| توماس ك. هيلز، وصامويل ب. فورغوسون                      | لإثبات تخمين كبلر حول العبوات الكروية الأكثر كثافة ممكنة. |

2012
| اسم الفائز بالجائزة                       | سبب الفوز بالجائزة |
| ----------------------------------------- | --- |
| سانجيف أرورا، وساتيش راو، وأوميش فازيراني | لتحسين نسبة التقريب لفواصل الرسم البياني والمشكلات ذات الصلة من {\displaystyle O({\sqrt {\log n}})} إلى {\displaystyle O(\log n)} |
| أندرز جوهانسون، وجيف كان، وفان هـ. فو     | لتحديد عتبة كثافة الحافة التي يمكن فوقها تغطية الرسم البياني العشوائي بنسخ منفصلة من رسم بياني أصغر.                              |
| لاتسلو لوفاز، وبالاتس تسيجيدي             | لتوصيف تعدد الرسم البياني الفرعي في تسلسل الرسوم البيانية الكثيفة.                                                                |

2015
| اسم الفائز بالجائزة  | سبب الفوز بالجائزة             |
| -------------------- | ------------------------------ |
| فرانسيسكو سانتوس ليل | لتصميمه مثال مضاد لتخمين هيرش. |

2018
| اسم الفائز بالجائزة                                                        | سبب الفوز بالجائزة                        |
| -------------------------------------------------------------------------- | ----------------------------------------- |
| روبرت موريس، ويوشيهارو كوهاياكاوا، وسيمون غريفيث، وبيتر ألين، وجوليا بوتشر | العتبات اللونية للرسوم البيانية           |
| توماس روثفوس                                                               | عن عمله على تعقيد تمديد البوليتوب المطابق |